# Women Who Code
Women Who Code és una organització internacional sense ànim de lucre. El seu objectiu és donar oportunitats a les dones per sobresortir en carreres de tecnologia i programació mitjançant la creació d'una comunitat i una bossa d'ocupació. L'actual directora és Alaina Percival.
Les activitats involucren entrenament, avaluacions professionals, reunions, beques i tallers, a més de mentories. El 2013 l'organizcació es va triplicar i va arribar a ser una de la majors comunitats del món de dones en l'enginyeria. El 2018 l'organització havia realitzat més de 7,000 esdeveniments gratuïts al voltant del món i va reunir 137,000 persones associades en més de 20 països i 60 ciutats.

## Història
El 2011 es va crear Women Who Code i l'any 2014 es va registrar com a organització sense ànim de lucre. Des de la seva creació envia el butlletí setmanal conegut com a CODE Review que inclou grups d'estudi, nits de hackaton, desenvolupament professional i de lideratge, així com esdeveniments i xerrades enfocades a la indústria tecnològica. Convida a persones expertes, així com a possibles inversors.
Des de la seva fundació els esdeveniments que ha organitzat han obtingut recolzament per part d'empreses com Google, Zendesk, VMWare, KPCB, Capital One, Nike, Yelp i moltes més. El 2016, Women Who Code es va convertir en una companyia de capital llavor, coneguda com a Y Combinator.

## Activitats
Les activitats de Women Who Code inclouen:
- Grups d'estudi tècnics per aprendre llenguatges de programació (Ruby, Javascript, iOS, Android, Python, Algoritmes)
- Connexions entre associades amb experts en tecnologia i inversores
- Desenvolupament i mentorització de carreres en tecnologia i lideratge
- Increment de participació de les dones com a conferenciants i jutgesses en conferències i hackatons[9]
- Increment de participants en la comunitat tecnològica